# Алесандро Сантос
Алесандро Сантос (јап. 三都主 アレサンドロ; 20. јул 1977) бивши је јапански фудбалер.

## Каријера
Током каријере је играо за Шимицу С-Пулс, Урава Ред Дајмондс, Нагоја Грампус и многе друге клубове.

## Репрезентација
За репрезентацију Јапана дебитовао је 2002. године. Наступао је на два Светска првенства (2002. и 2006. године) с јапанском селекцијом. За тај тим је одиграо 82 утакмице и постигао 7 голова.

## Статистика
| Јапан  | Јапан   | Јапан  |
| Година | Наступи | Голови |
| ------ | ------- | ------ |
| 2002.  | 9       | 1      |
| 2003.  | 15      | 1      |
| 2004.  | 22      | 2      |
| 2005.  | 17      | 1      |
| 2006.  | 19      | 2      |
| Укупно | 82      | 7      |

## Трофеји

### Клуб
- Џеј лига (2): 2006, 2010.
- Лига Куп Јапана (3): 2001, 2005, 2006.

### Јапан
- Азијски куп (1): 2004.